# أنظمة المترو حسب رحلات الركاب سنويا

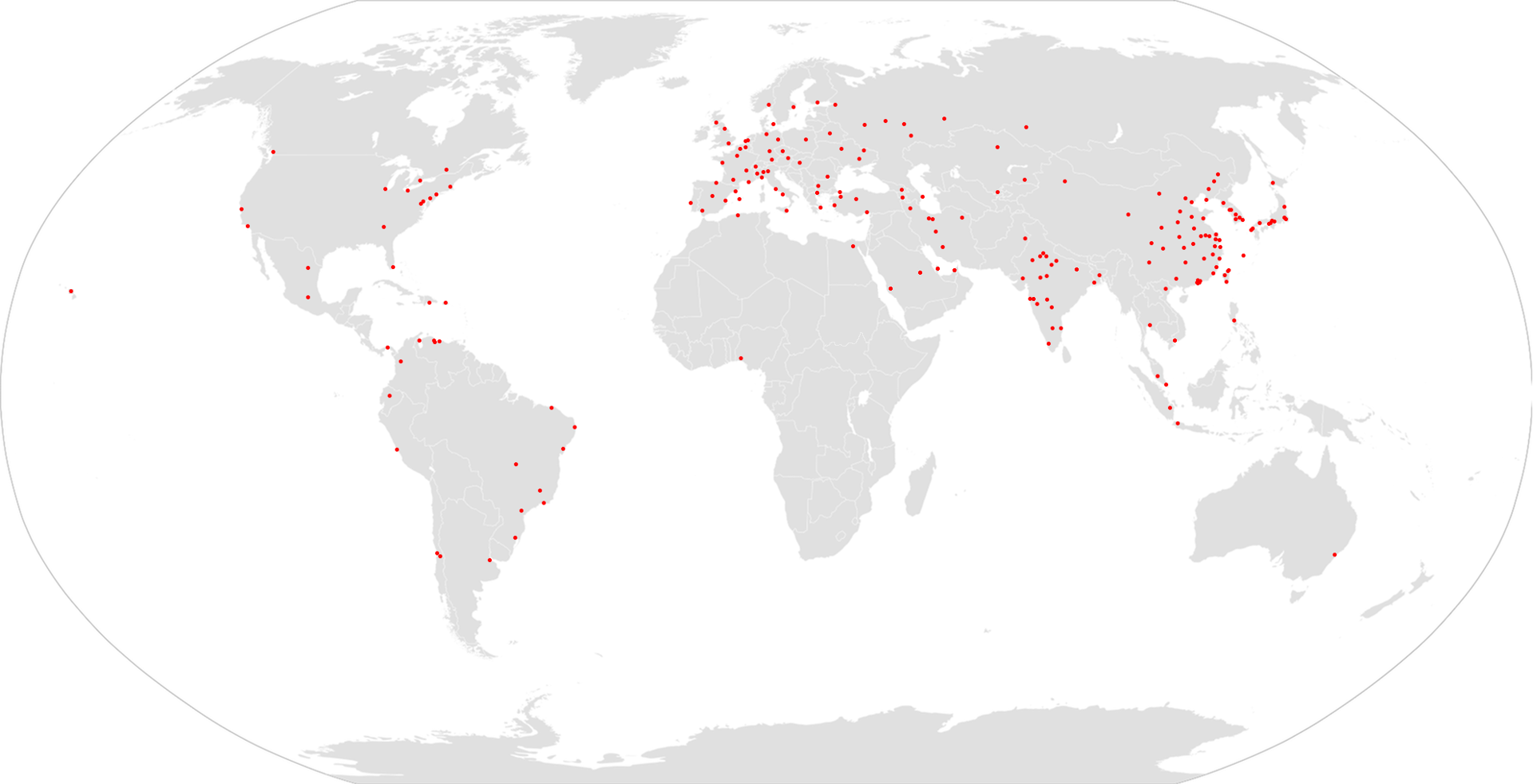
المدن ذات مترو الأنفاق.

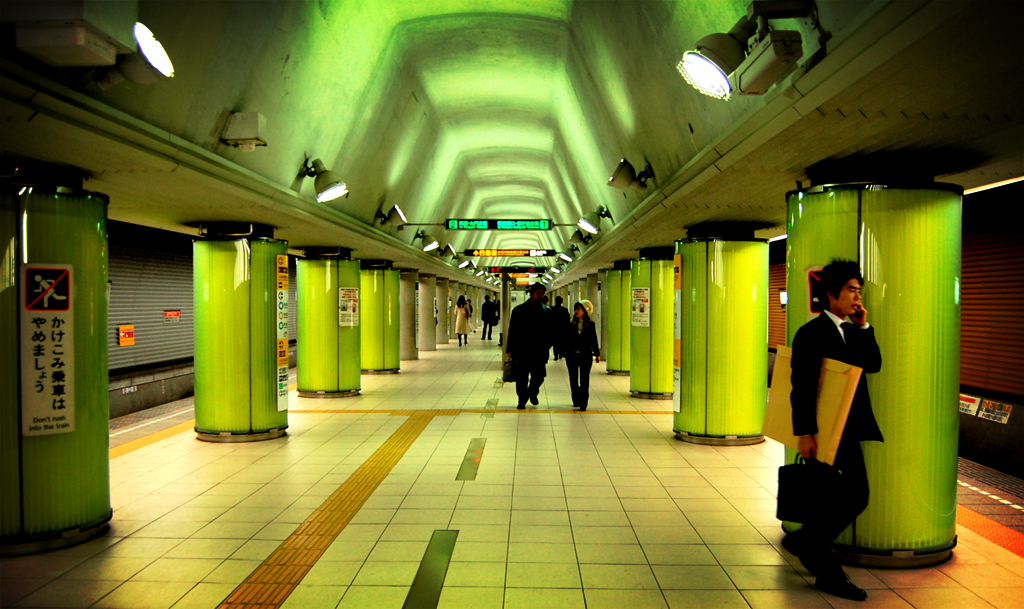
طوكيو مترو أكثر نظام مترو ركابا في العالم.

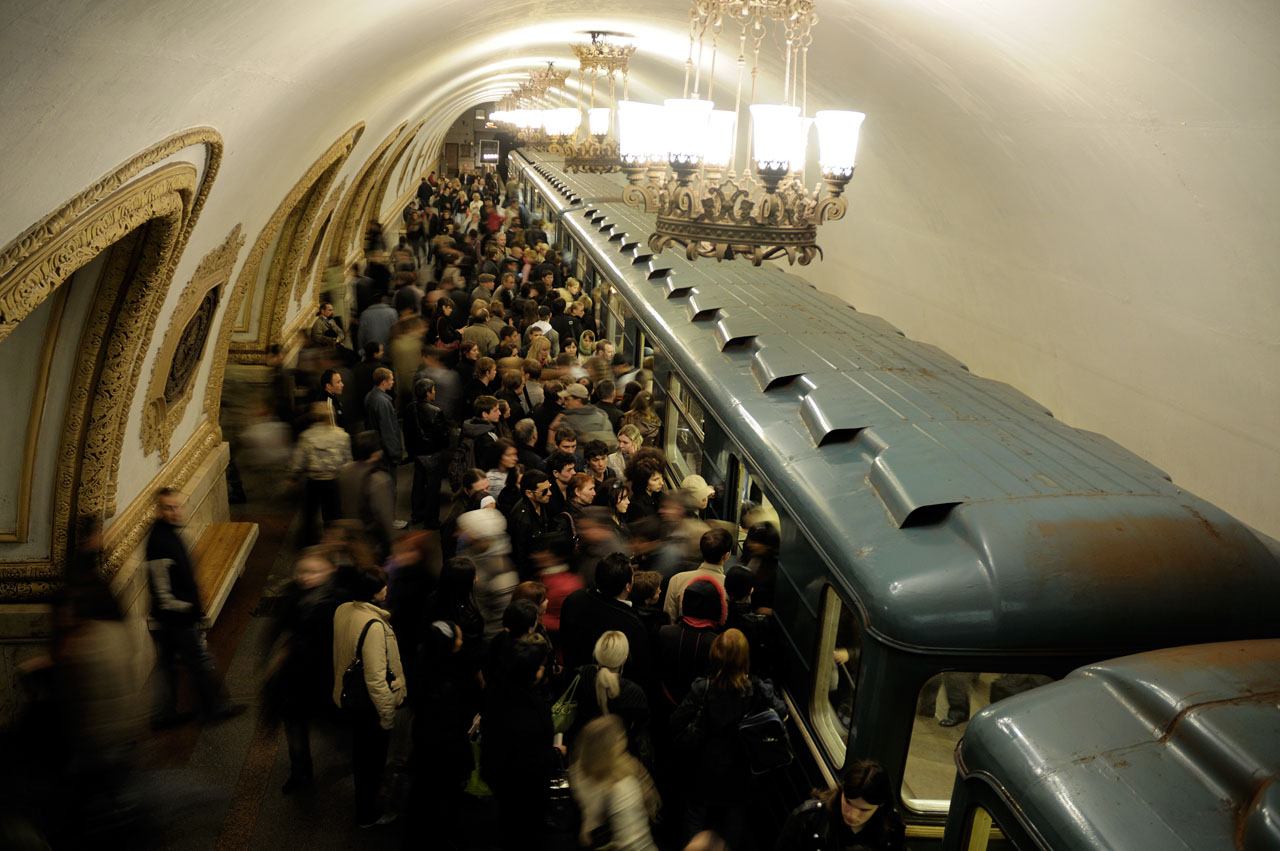
مترو أنفاق موسكو الكثر أزدحاما في أوروبا، ويشتهر بمحطاته العميقة والذات الديكورات الجميلة.

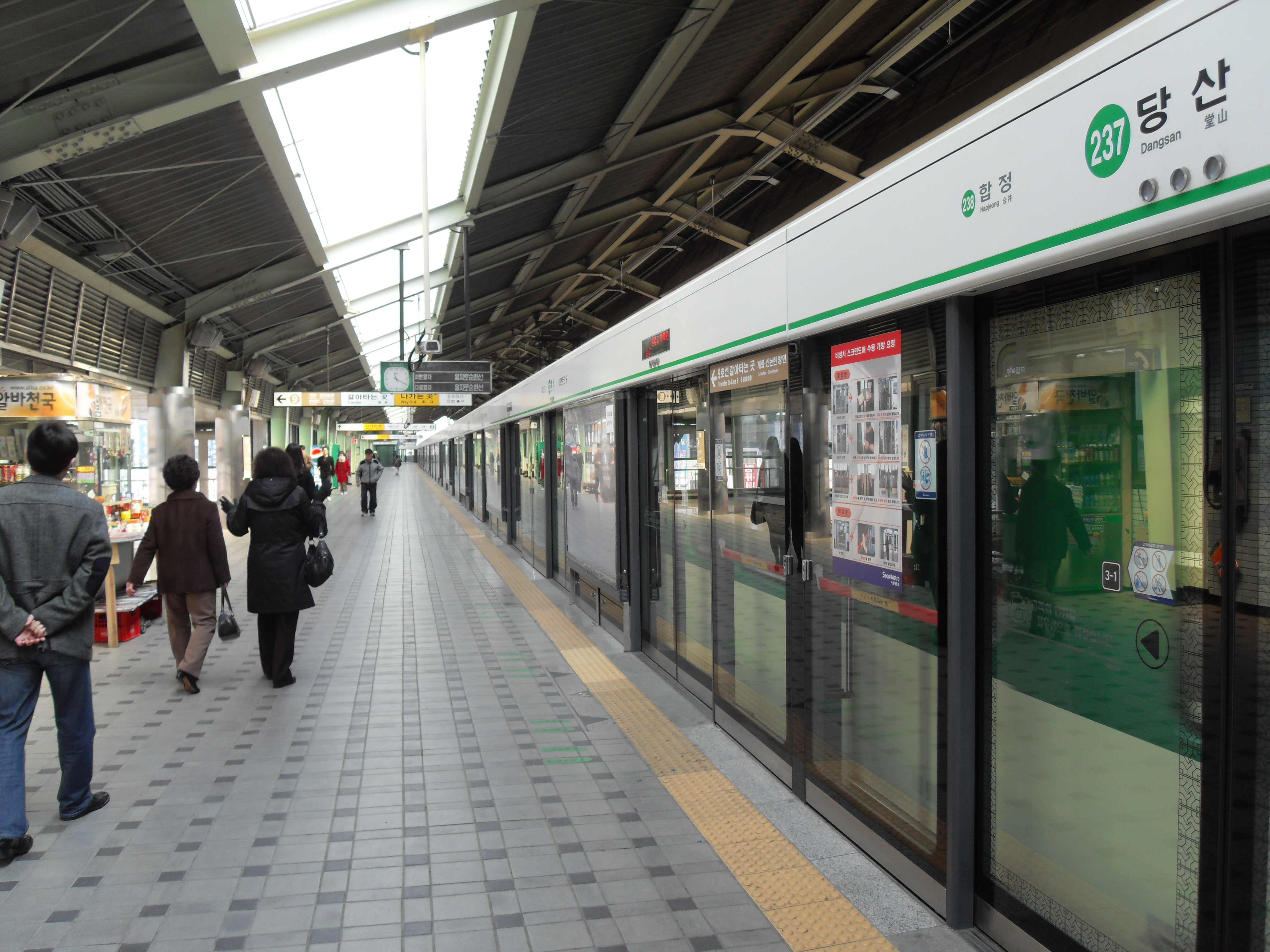
مترو سيئول.

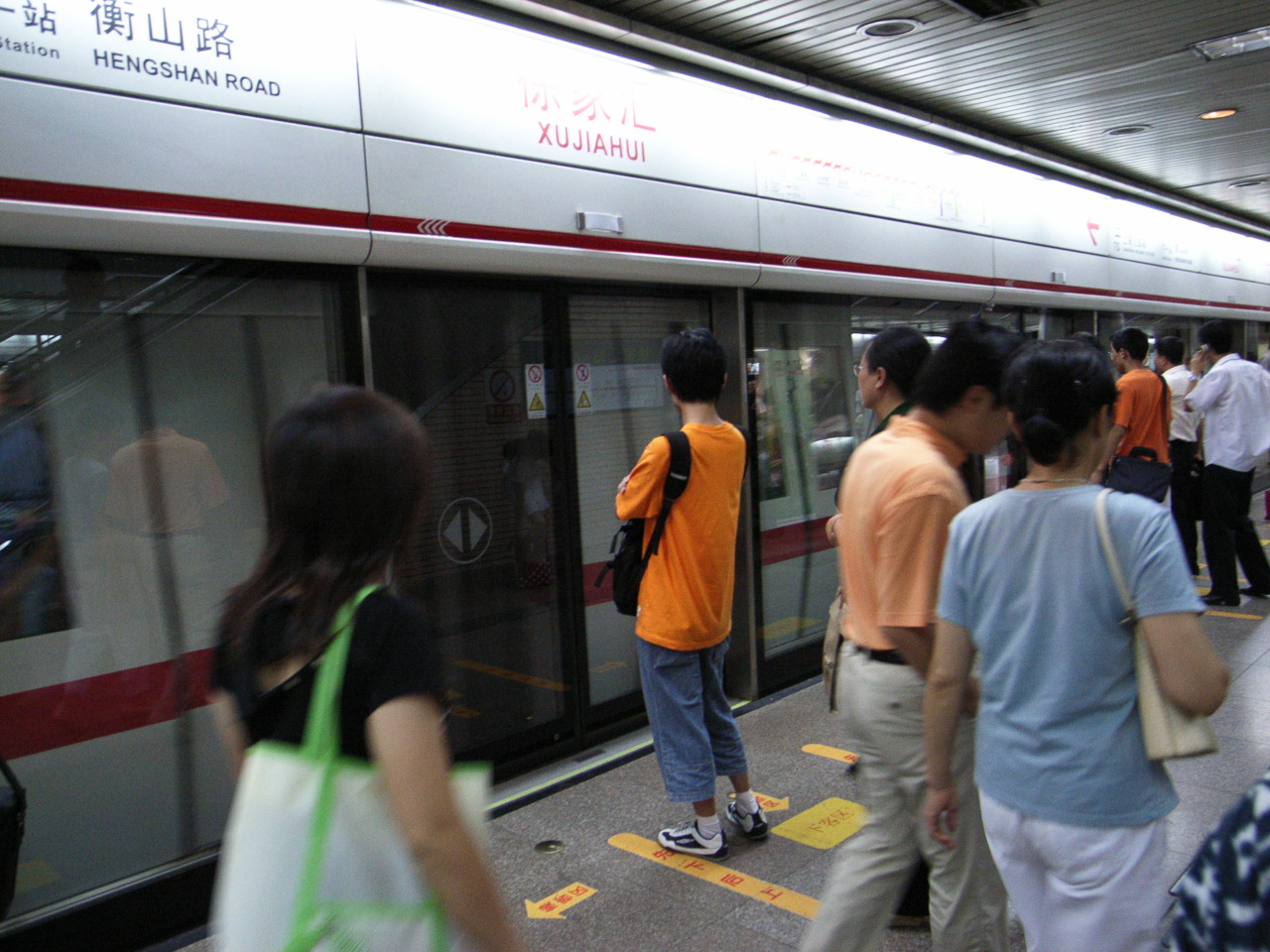
مترو شانغهاي رابع أزحم مترو في العالم والأكثر إزدحاما في الصين.

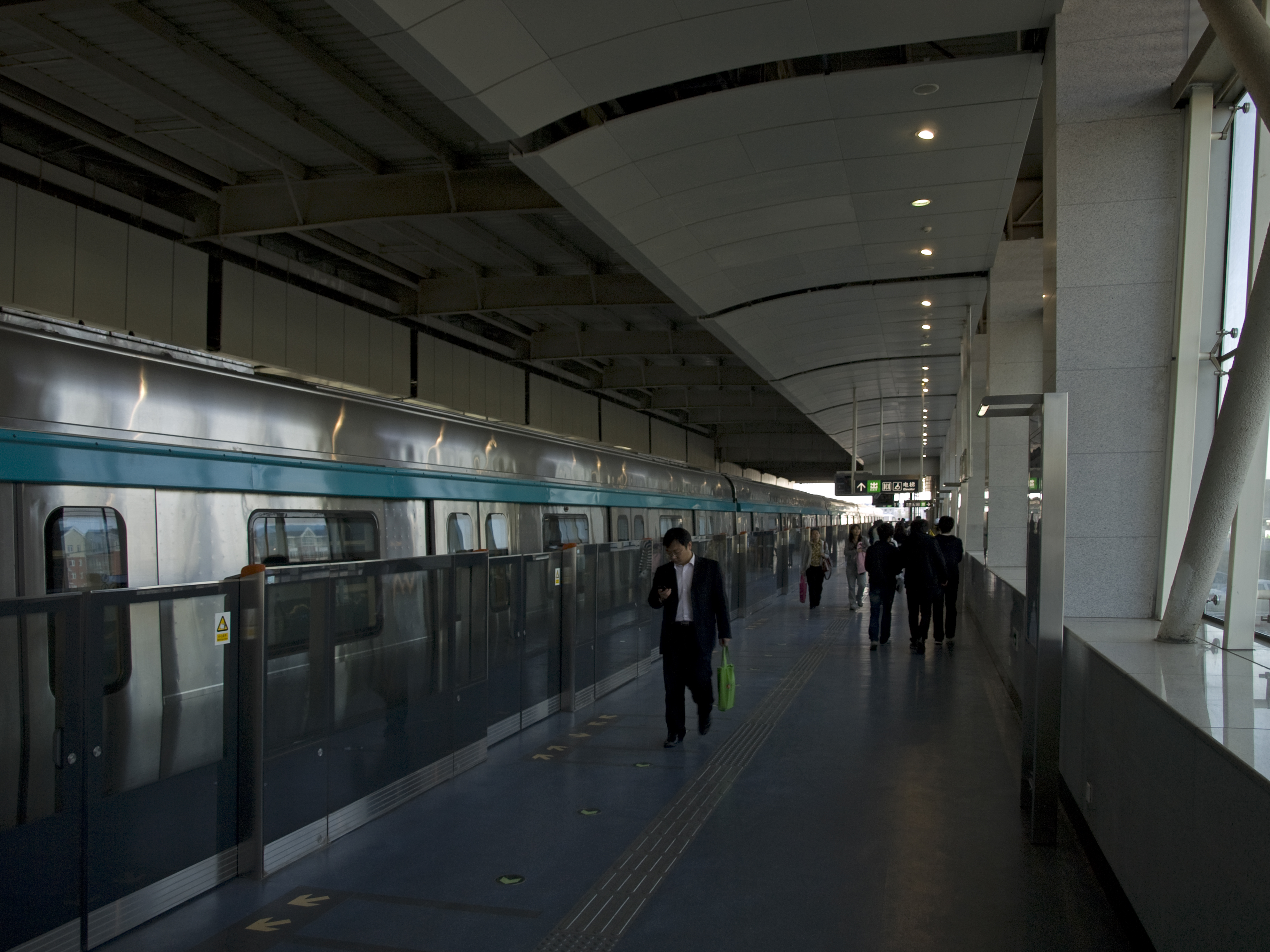
مترو بكين.

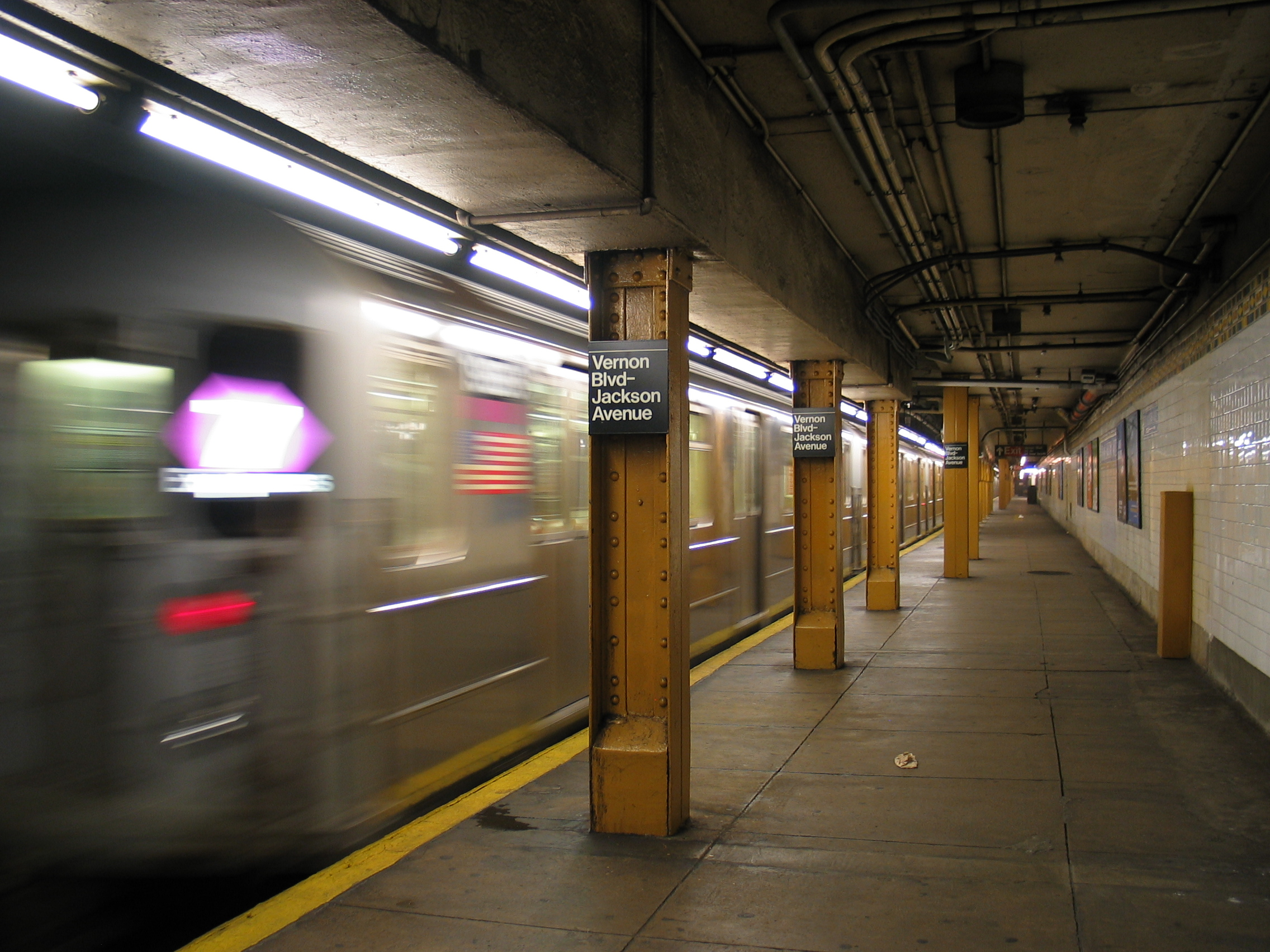
مترو نيويورك الأكثر أزدحاما في أمريكا والأكثر بعدد المحطات، 468 محطة.

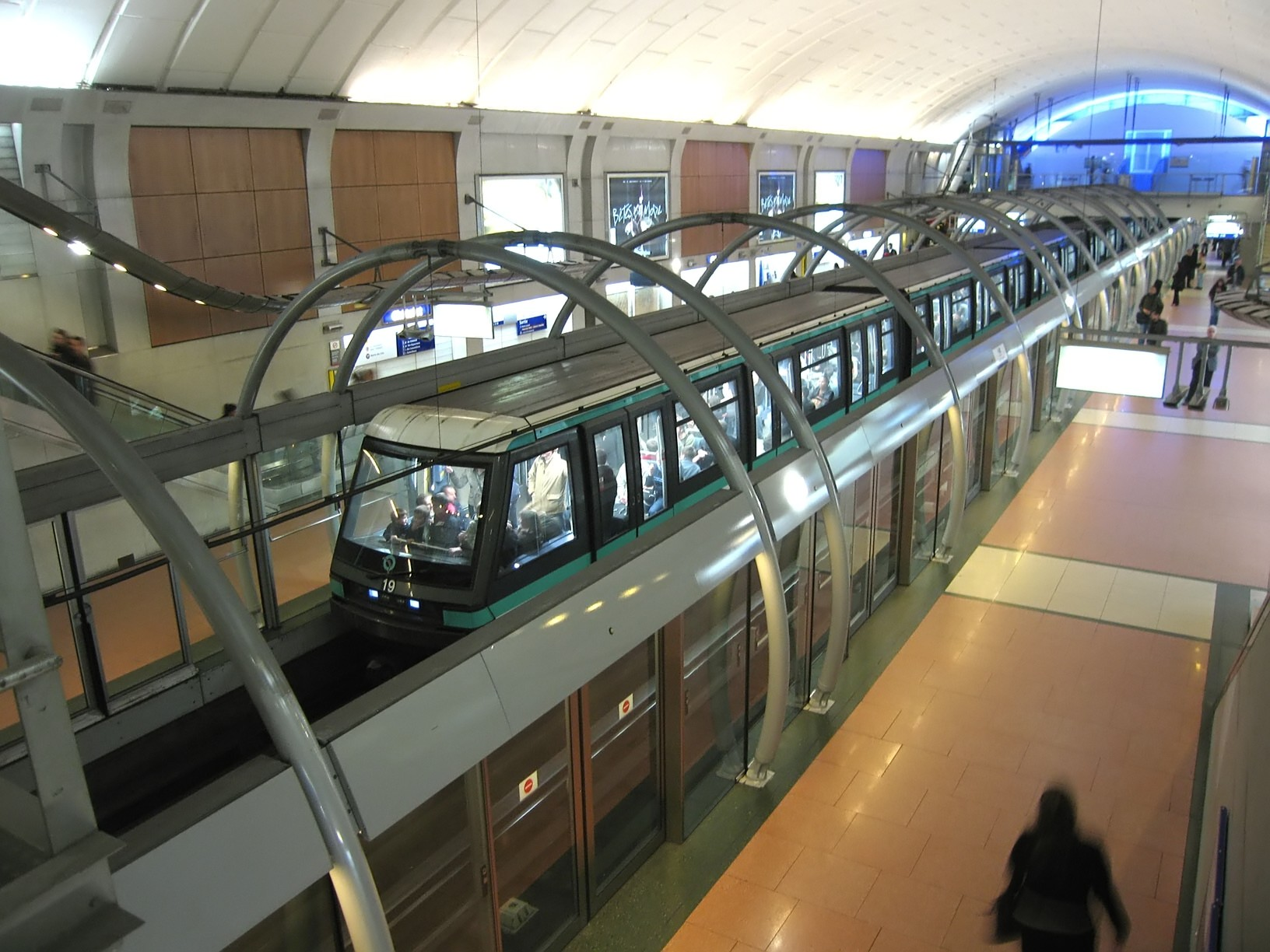
مترو باريس أكثر مترو أزدحاما في الاتحاد الأوروبي.

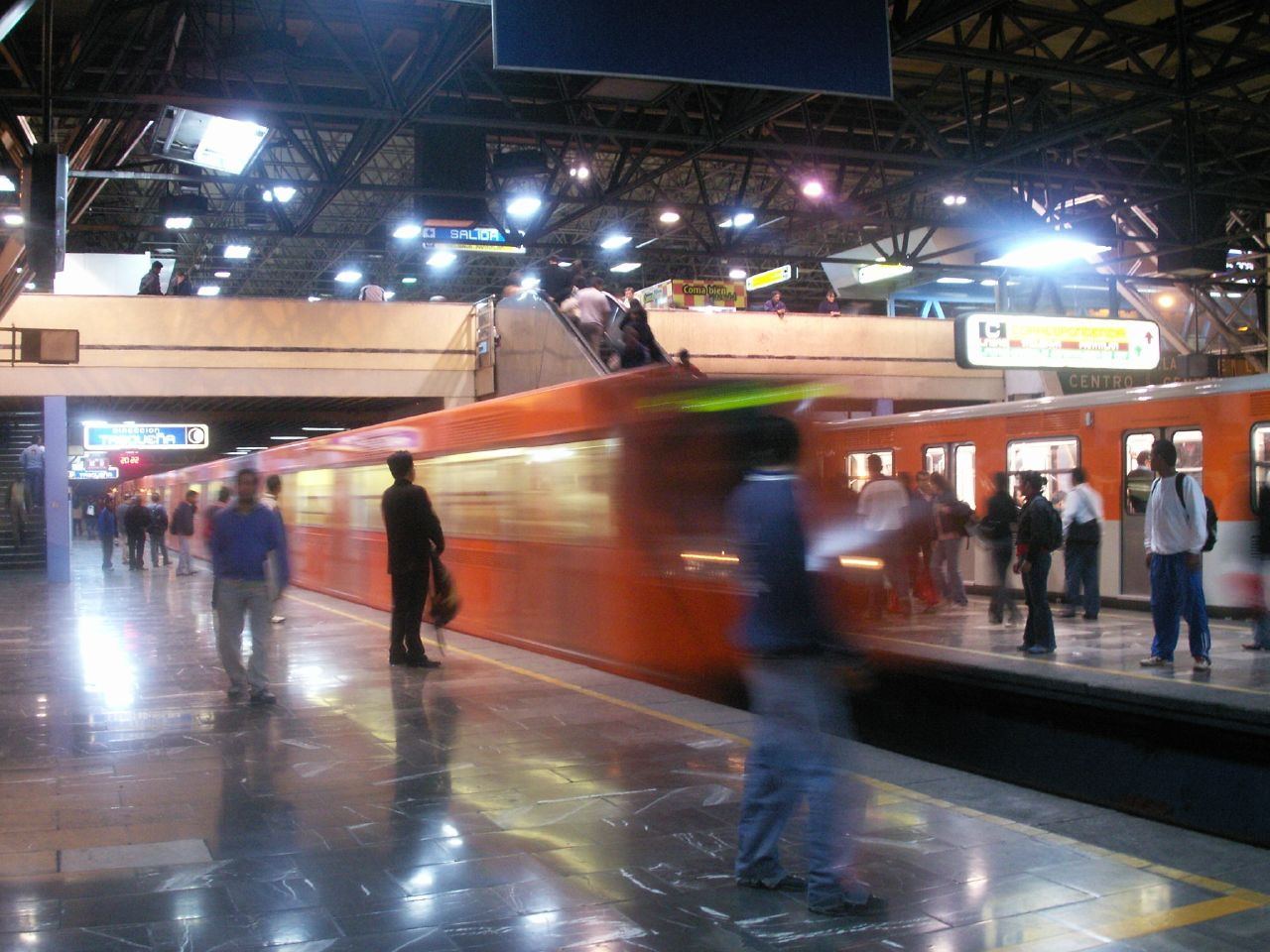
مترو مكسيكو سيتي.

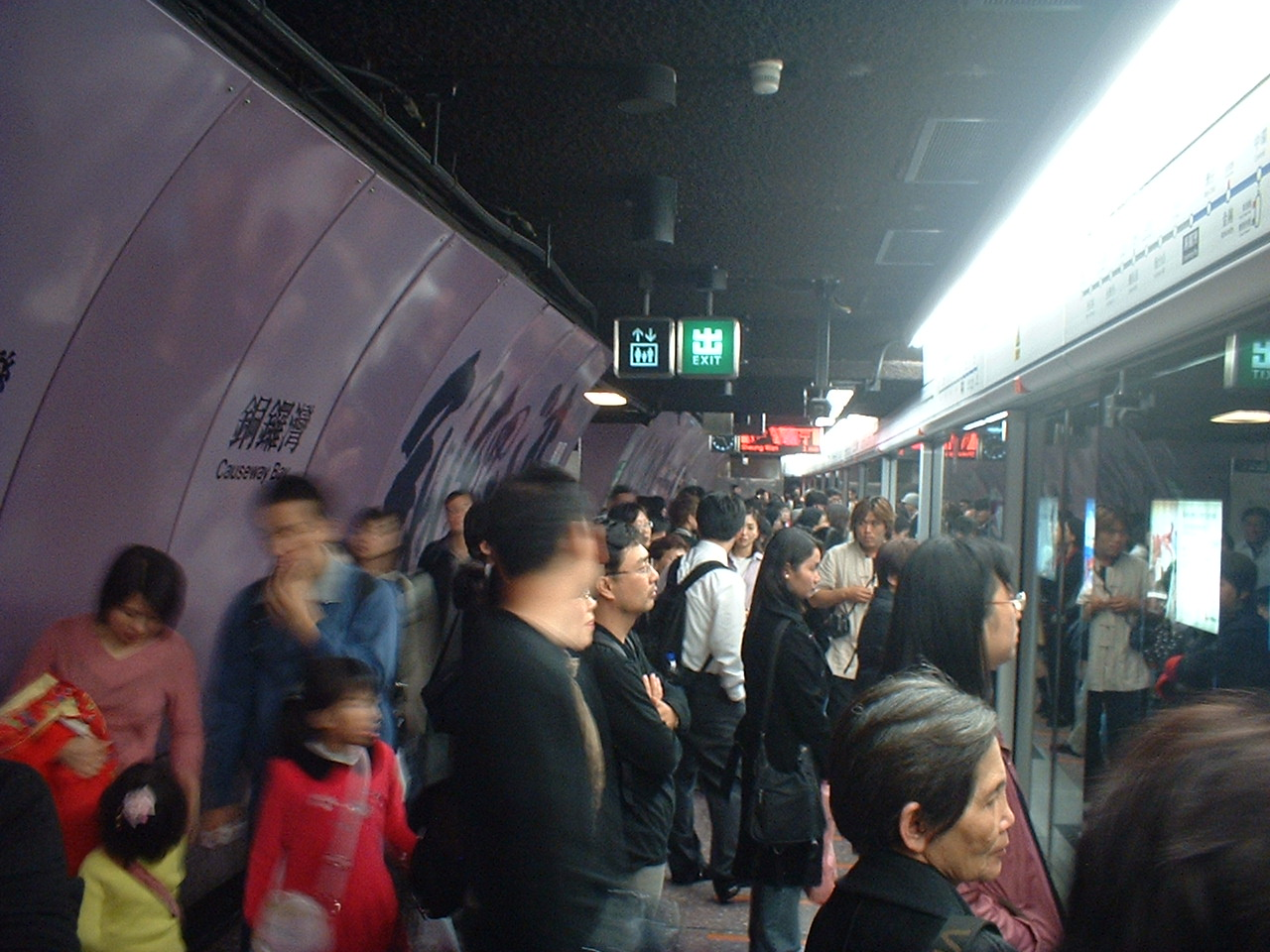
مترو هونغ كونغ.

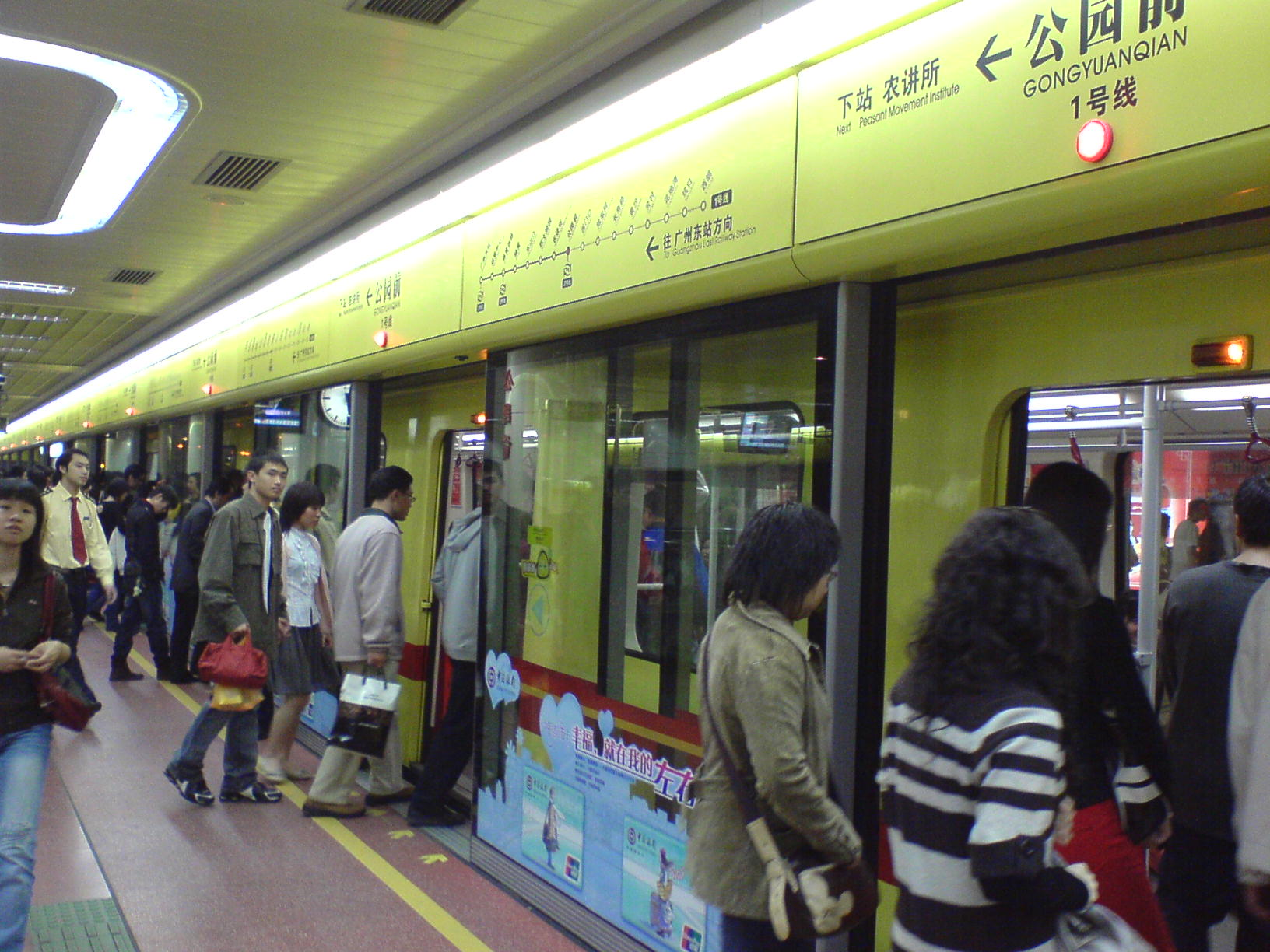
مترو قوانغتشو.

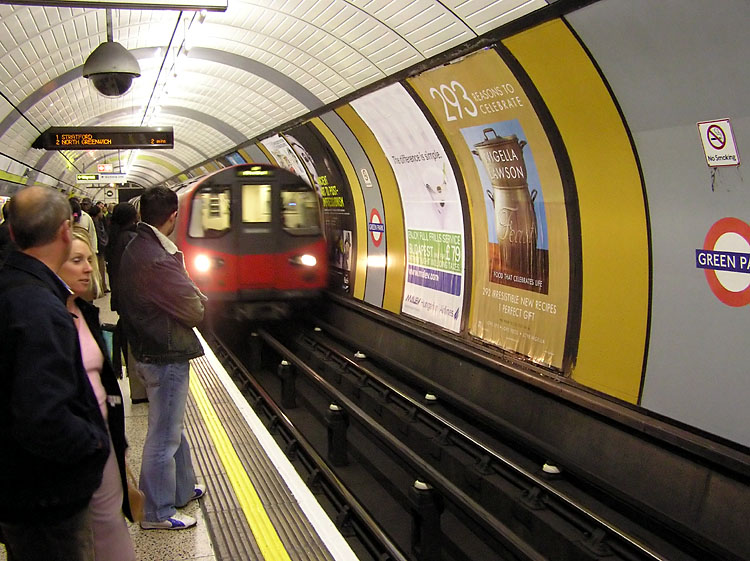
مترو أنفاق لندن, افدم مترو أنفاق في العالم، يعمل منذ 1863.

أنظمة المترو الأكثر استخداما من حيث رحلات الركاب في السنة:
1. طوكيو مترو 3.161 مليار (2010) [1][2]
2. مترو أنفاق موسكو 2.348 مليار (2010) [3]
3. مترو سيئول 2.048 مليار (2009)
4. مترو شانغهاي 1.884 مليار (2010) [4]
5. مترو بكين 1.84 مليار (2010) [5]
6. مترو نيويورك 1.604 مليار (2010) [6]
7. مترو باريس 1.506 مليار (2010) [7]
8. مترو مكسيكو سيتي 1.410 مليار (2010) [8]
9. مترو هونغ كونغ 1.41 مليار (2010) [9]
10. مترو قوانغتشو 1.18 مليار (2010)[10]
11. مترو أنفاق لندن 1.107 مليار (2010).[11]